# Proximus Towers
Die Proximus Towers (französisch Tours Belgacom oder Tours Pléiades, niederländisch Proximus Torens: ehemals Belgacom Towers / Tours Belgacom / Tours Pléiades / Belgacom Torens) sind Zwillingstürme im Quartier Nord, dem zentralen Geschäftsviertel der belgischen Hauptstadt Brüssel. Die Gebäude haben ihren Namen von dem Telekommunikationsunternehmen Belgacom. Sie gehören zu den höchsten Gebäuden in Belgien.
Die Türme sind jeweils 134 und 102 Meter hoch. An der Turmspitze des Tower 1 ist eine belgische Flagge montiert. Die beiden Türme sind durch einen 30 m lange, aus Glas bestehende Skybridge zwischen der 25. und 26. Etage der einzelnen Gebäude, miteinander verbunden. Die Türme wurden ursprünglich als Teil des Brüsseler World Trade Center Komplex konzipiert. Die Idee eines Komplexes aus acht Gebäuden wurde aber verworfen und die Belgacom Towers wurden als eigenständiges Projekt geplant, entworfen und gebaut. Der Bau der Türme begann 1994 und wurde 1996 abgeschlossen.